# Аргамаков, Василий Николаевич
Василий Николаевич Аргамаков (1883—1965) — советский пианист и композитор, музыкальный педагог.

## Биография
Родился 20 октября (1 ноября) 1883 года в селе Куроедово Оренбургской губернии. Александр Бахчиев утверждал, что его прадедом был Сергей Тимофеевич Аксаков.
Воспитывался в Симбирском кадетском корпусе, при поступлении в который в девятилетнем возрасте прочитал собственные стихи.
В 1907 году окончил Московскую консерваторию по классу фортепиано К. Н. Игумнова (ранее учился у К. А. Киппа); композицией занимался у С. И. Танеева (в 1902—1905).
После окончания консерватории преподавал на музыкальных курсах Е. Н. Визлер, с  1916 года — в Московской консерватории, где проработал 43 года, с 1935 года — профессор.
Автор романсов на стихи Я. П. Полонского и А. А. Фета. Ему принадлежат переводы на русский язык текстов вокальных циклов Р. Шумана («Любовь поэта», «Любовь и жизнь женщины»), а также текстов многих романсов Э. Грига. Талантливо и искусно (так, переводы Аргамакова, широко использующиеся в концертной и педагогической практике, давно признаны классическими).
Умер в Москве 3 июня 1965 года.